# João Baptista da Silva Lopes
João Baptista da Silva Lopes, mais conhecido por Silva Lopes (Lagos, 28 de Novembro de 1781 — (?), 28 de Agosto de 1850), foi um advogado, político e escritor português.

## Biografia

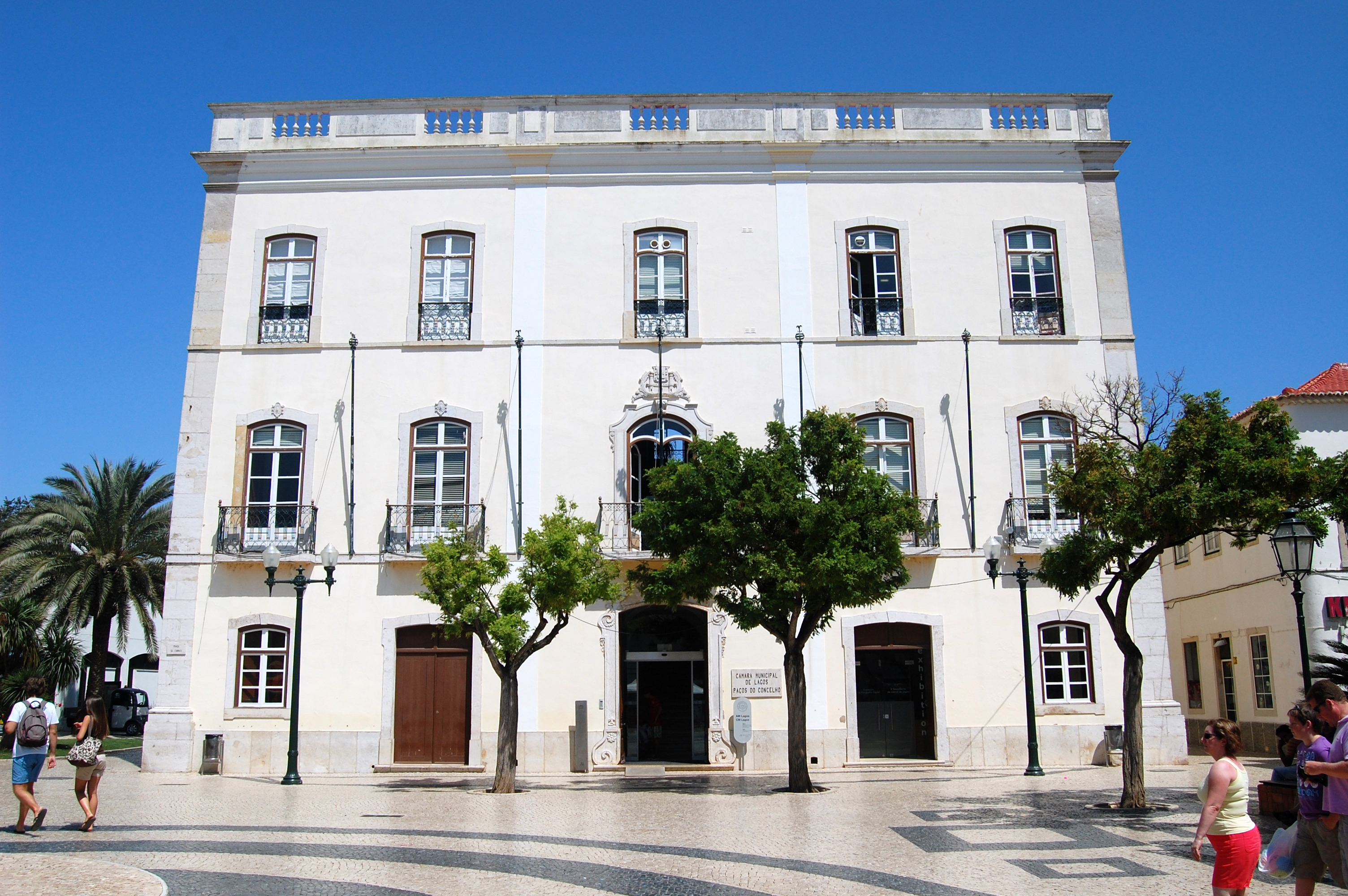
Paços do Concelho de Lagos

Frequentou a Universidade de Coimbra, tendo adquirido o grau de Bacharel em Leis. Em Lagos, foi advogado, funcionário público, procurador judicial e vice-cônsul de Espanha.
Simpatizante do Liberalismo e da Maçonaria, fundou, em 1816, uma loja maçónica em Lagos. Em 1808, foi acusado de jacobino, tendo sido defendido pelo Bispo D. Francisco Gomes de Avelar.
Em 1821, atendeu o Congresso Constitucional, tendo denunciado o facto dos casais algarvios necessitarem de recorrer à Câmara Eclesiástica de Faro para poderem casar.
Em 1822, torna-sepresidente da Câmara Municipal de Lagos. Entre outros feitos, construiu a torre do relógio na Igreja de Santo António e adquiriu os edifícios dos Paços do Concelho e da Alfândega de Lagos para a autarquia. Apoiou a Constituição Portuguesa de 1822, tendo colocado uma lápide comemorativa nos Paços do Concelho.
Após a Vilafrancada, em 1823, é deposto e perseguido por ser constitucionalista e mação. Em 1828, por ordem do governo Miguelista, é preso no Forte de São Julião da Barra. É libertado aquando da tomada de Lisboa por parte dos liberais, em 1833.
Após a sua libertação, permaneceu em Lisboa, tendo sido sócio da Academia Real das Ciências e chefe da Primeira Repartição do Arsenal do Exército. Em 1834, é eleito deputado pelo Algarve nas cortes, e durante a Ditadura Cabralista. Durante a sua carreira como deputado, elaborou diversos projectos de lei, destacando-se os que se pronunciaram sobre o Código Penal Militar, o Sistema Métrico Decimal, a reforma do Montepio Militar, e o recrutamento militar.
Pertenceu, igualmente, à Academia das Ciências de Turim e ao Instituto Histórico e Geográfico Brasileiro.
A Câmara Municipal de Lagos colocou o seu nome numa rua da antiga Freguesia de Santa Maria, no Concelho de Lagos.

## Obras publicadas
- História do Cativeiro dos Presos de Estado na Torre de S. Julião da Barra de Lisboa (1833-1834)
- Corografia ou memoria economica, estadistica, e topografica do reino do Algarve (1841)
- Carta corográfica do reino do Algarve, que faz parte da corografia do mesmo reino (1842)
- Relação da derrota naval, façanhas e sucessos das cruzadas que partirão do Escalda para a Terra Santa no anno de 1189 (1844)
- A cidade de Silves num itinerário naval do século XII por um cruzado anónimo (1844)
- Memórias para a história ecclesiastica do Bispado do Algarve (1848)
- Memoria sobre a reforma dos pezos e medidas em Portugal segundo o systema metrico-decimal (1849)
- O elogio académico de Frei Joaquim de Santo Agostinho (1957)[2]
- Gramática da Língua Portuguesa com um Sistema de Neografia